# Geografia Nauru
Nauru jest samotnie położoną wyspą koralową o owalnym kształcie, położoną w południowo-zachodniej części Oceanu Spokojnego, około 53 kilometry na południe od równika, na 0°32′ szerokości geograficznej południowej i 167° długości geograficznej wschodniej. Otoczona Karolinami i Wyspami Marshalla od północy, Wyspami Gilberta od wschodu oraz archipelagami Bismarcka, Salomona i Nowych Hebrydów od południa i zachodu. Najbliższą wyspą jest Banaba, oddalona od Nauru o 306 kilometrów. Wyspa leży w strefie klimatu monsunowego równikowego gorącego.
Republika Nauru dzieli się na 14 dystryktów. Nieoficjalnie stolicą kraju jest Yaren. Największe miasta to Meneng, Aiwo i Boe

Mapa fizyczna Nauru

## Powierzchnia i punkty skrajne

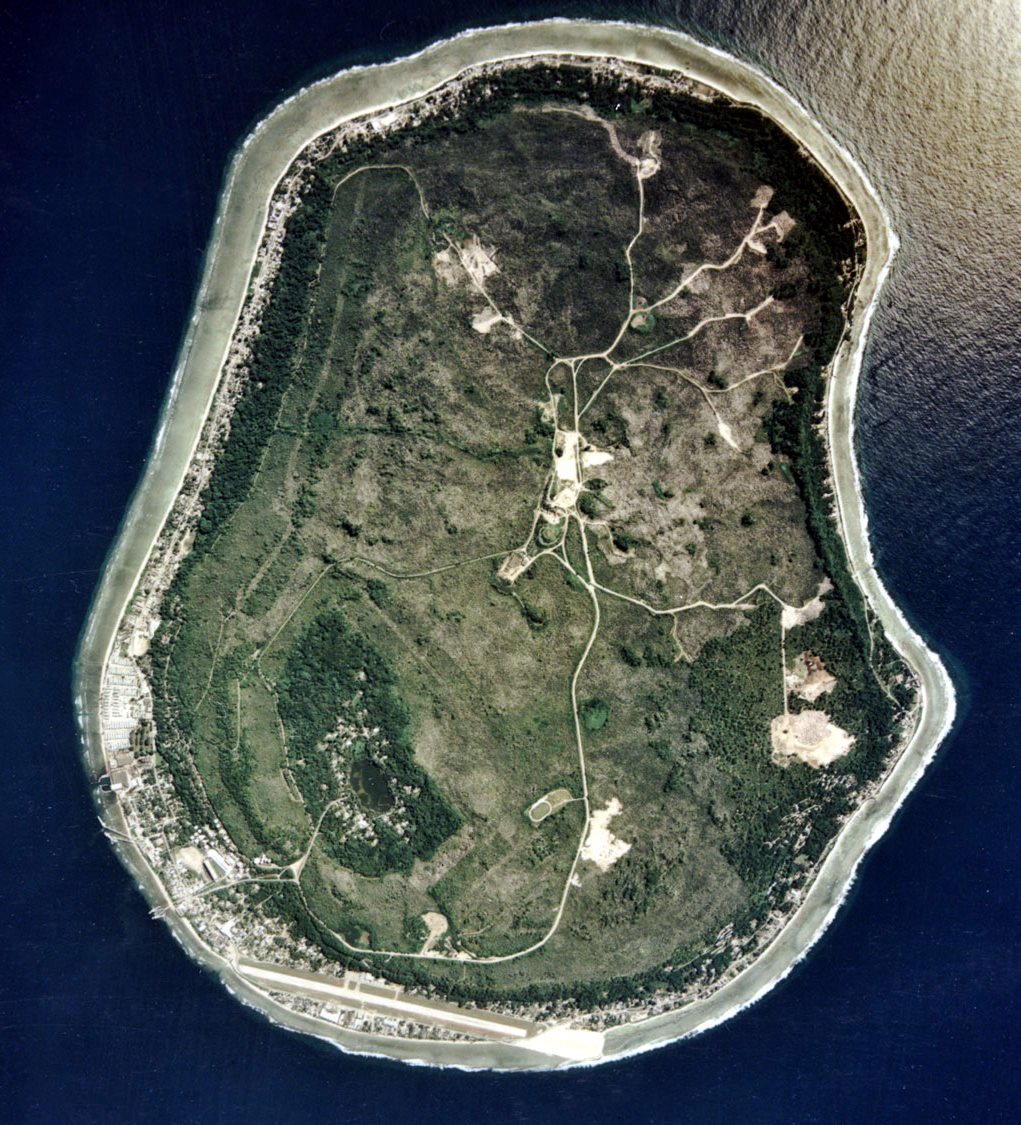
Zdjęcie satelitarne Nauru

### Powierzchnia
Powierzchnia Nauru wynosi 21,4 km² (2200 ha). Pomimo niewielkiej powierzchni, Nauru ma wyłączną strefę ekonomiczną (WSE), która rozciąga się na powierzchni 320 000 km². Długość linii brzegowej wyspy wynosi 30 kilometrów.

### Punkty skrajne
- Najdalej na północ – Przylądek Anna, Ewa
- Najdalej na wschód – Przylądek Ijuw, Ijuw
- Najdalej na południe – nienazwany przylądek w Meneng
- Najdalej na zachód – zatoka w Aiwo

## Ukształtowanie powierzchni

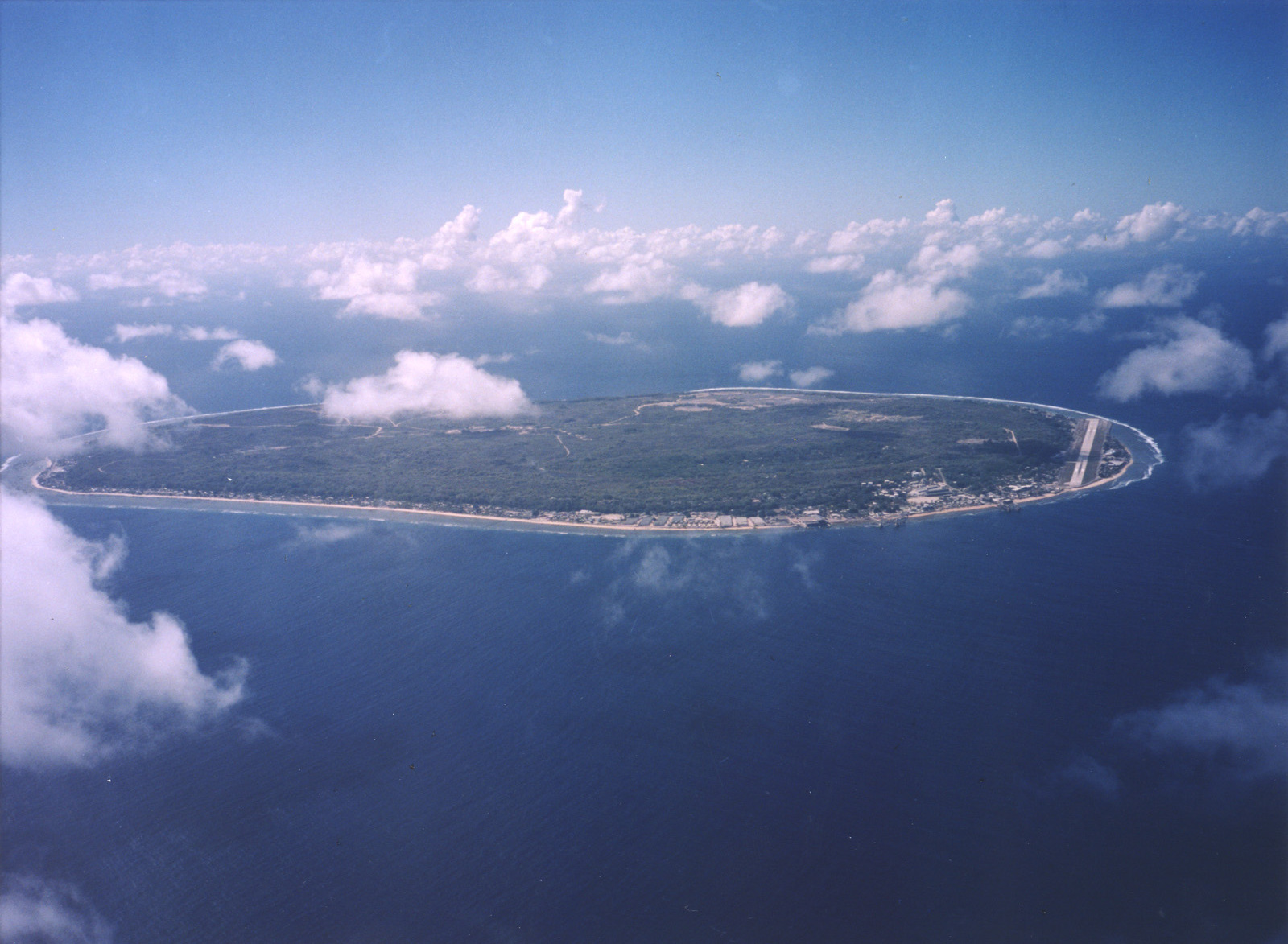
Nauru z lotu ptaka

Wyspa składa się z wąskiej równiny przybrzeżnej o szerokości od 100 do 300 metrów, która otacza wapienną skarpę wznoszącą się około 30 metrów do centralnego płaskowyżu, znanego lokalnie jako Topside. Płaskowyż ten zajmuje 80% powierzchni wyspy. Nadbrzeżna równina składa się ze strefy piaszczystej lub kamienistej plaży na brzegu morza i grzbietu wydmowego, za którym znajduje się względnie płaski teren, a w niektórych miejscach niskie obniżenia lub małe laguny wypełnione wodą słonawą, gdzie poziom powierzchni jest poniżej poziomu morza. Najbardziej rozbudowany system tych śródlądowych lagun znajduje się w pobliżu granicy dystryktów Ijuw i Anabar. Rozproszone formy wapienne i szczyty znajdują się zarówno na równinie przybrzeżnej, jak i na pływach między rafami brzegowymi, między innymi w rejonie zatoki Anibare. Skarpa ma nachylenie od pionowych klifów do stopniowo nachylonych obszarów koluwiów, przeplatane formami wapiennymi. Centralny płaskowyż składa się z koralowych skał wapiennych, między którymi leżą rozległe złoża gleby i fosforyty. Wysokość wzniesień na stronie górnej wynosi od 20 do 45 metrów, ze szczytami o wysokości od 50 do 70 metrów nad poziomem morza.
Najwyższym punktem Nauru jest Command Ridge w zachodniej części wyspy. Jego wysokość to 71 m n.p.m.

## Środowisko geograficzne
Wyspa Nauru ma obwód 20 kilometrów i otoczona jest rafą koralową, stanowiącą 1/3 jej powierzchni. Łagodnie opadając ku wybrzeżom, rafa czyni wyspę trudno dostępną szczególnie dla większych jednostek pływających. Płaskie wybrzeże pokrywa urodzajna gleba, natomiast wnętrze wyspy jest zbudowane z płyty wapiennej. Powierzchnia wyspy została silnie zmieniona przez człowieka na skutek wydobywania fosforytów, których pokłady są jednymi z najbogatszych na świecie. Kopalnie odkrywkowe objęły swoim zasięgiem 4/5 obszaru wyspy i przekształciły ją w kamienną pustynię.

## Fauna

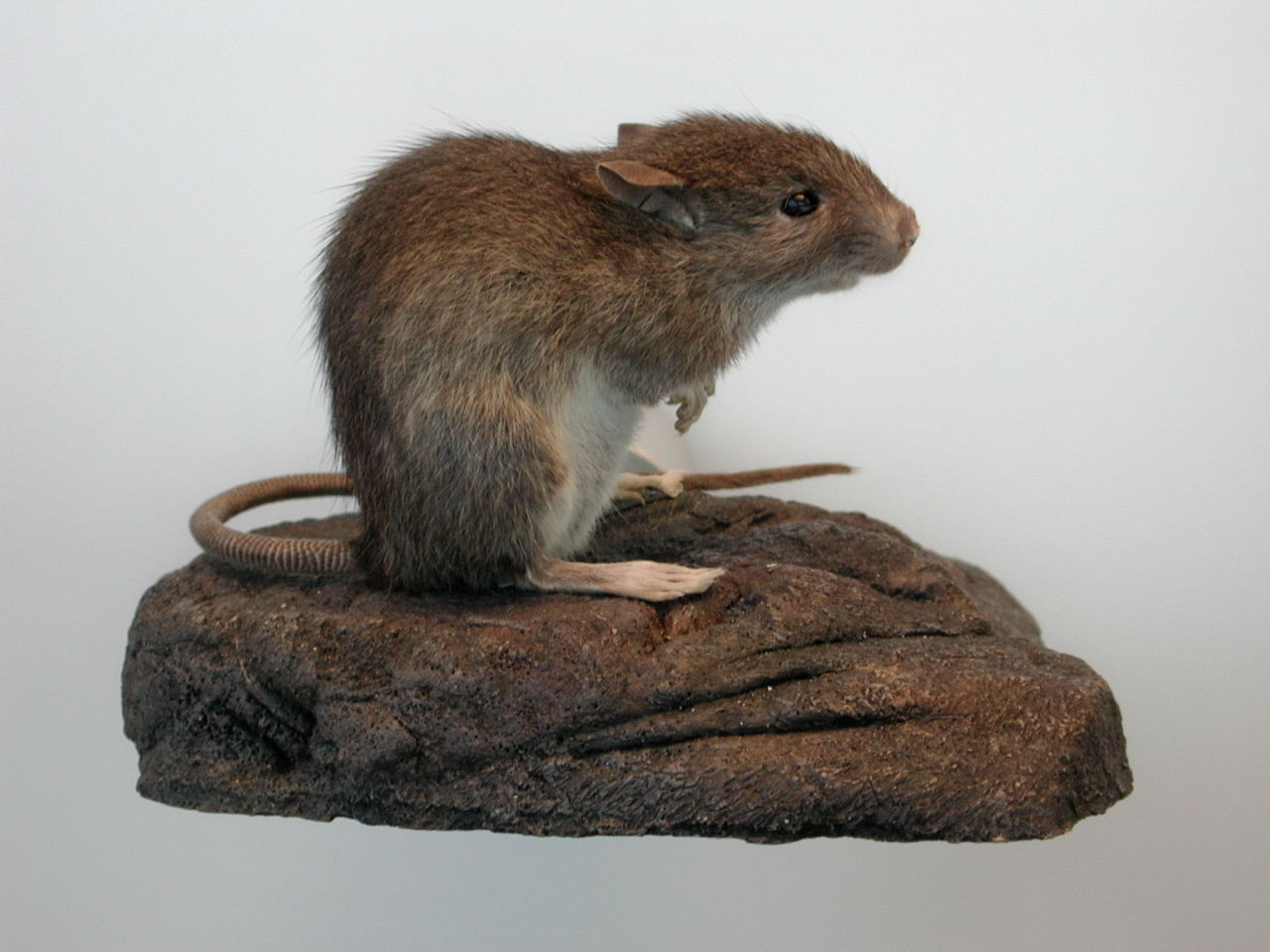
Szczur polinezyjski

Fauna Nauru jest uboga. Wszystkie ssaki zostały sprowadzone na wyspę przez ludzi. Występują tu szczury polinezyjskie, koty, psy, świnie i kury. Jedynymi gadami są jaszczurki. Na wyspie żyje 27 gatunków ptaków, wśród których jeden jest endemiczny – trzciniak samotny (łac. Acrocephalus rehsei). Występuje wiele owadów i bezkręgowców. W wodach wokół wyspy bytuje wiele gatunków rekinów, jeżowców, małży, krabów i innych zwierząt morskich.

## Flora

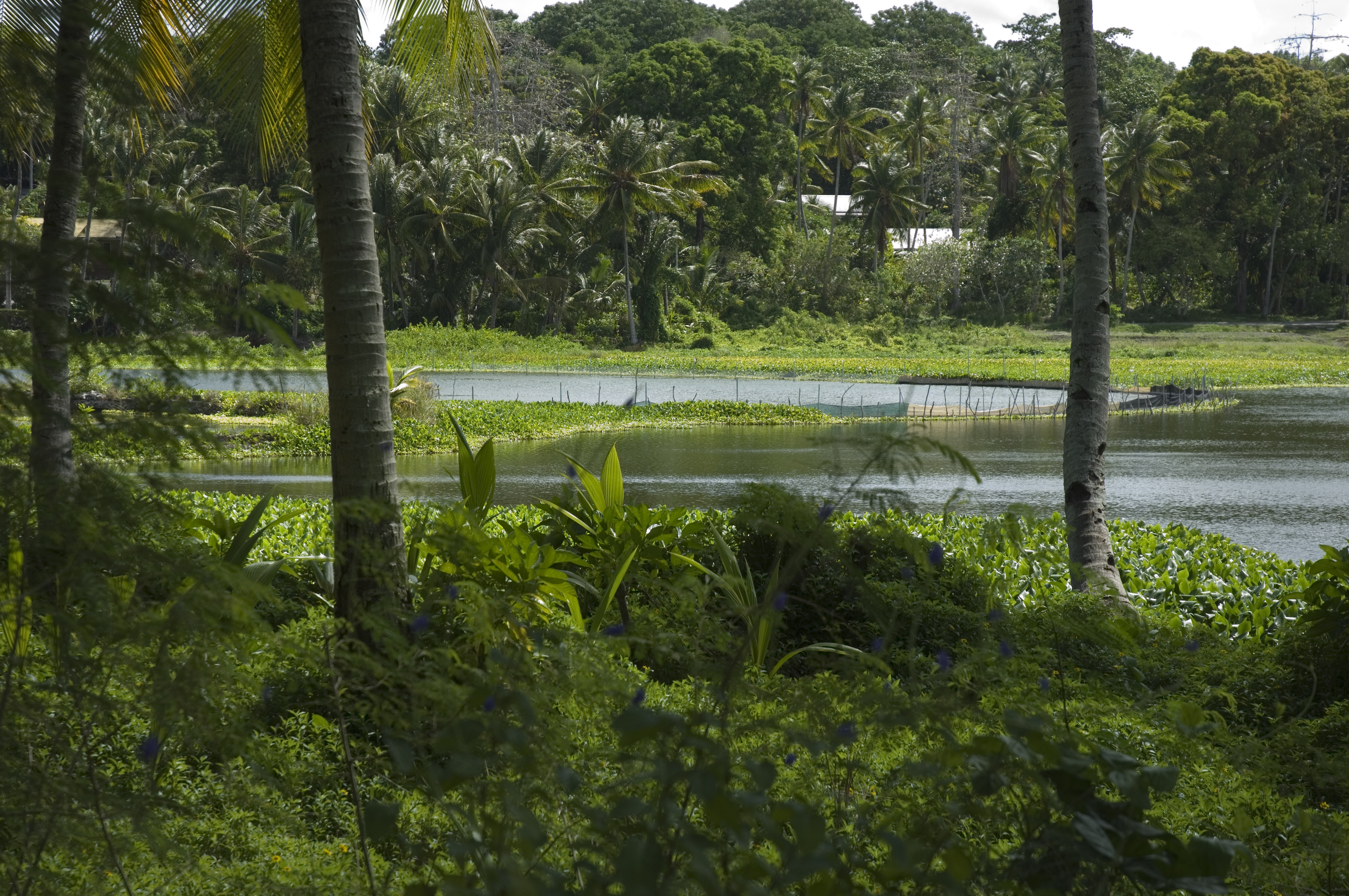
Buada Lagoon

Środowisko przyrodnicze wyspy z powodu jej izolacji, niewielkich rozmiarów i niewielkiego zróżnicowania siedlisk jest ubogie, a wielka skala antropogenicznych przekształceń jej krajobrazu spowodowała znaczne w nim straty. Szkody w środowisku są skutkiem długotrwałego osadnictwa, znacznych zniszczeń wojennych, pokrycia wyspy w przeszłości rozległymi plantacjami kokosowymi i w końcu działalności górniczej. Znanych jest stąd 60 gatunków rodzimych roślin naczyniowych, przy czym w związku z zawleczeniem znacznej liczby gatunków obcych rodzime gatunki stanowią współcześnie 16,5% flory. Brak tu endemitów. Uprawy warzyw i owoców zajmują 100 ha.
Degradacja powierzchni wyspy na skutek eksploatacji fosforytów sprawiła, że bogata roślinność zachowała się jedynie na obrzeżach. Obecnie na terenach pokopalnianych następuje sukcesja roślinności i takie wtórnie pokryte szatą roślinną tereny zajmują 63% powierzchni wyspy. Stosunkowo najlepiej zachowana i zróżnicowana szata roślinna występuje w pasie przybrzeżnym, zajmującym około 150-300 metrów, oraz w okolicach jeziora Buada Lagoon.

## Rafa koralowa

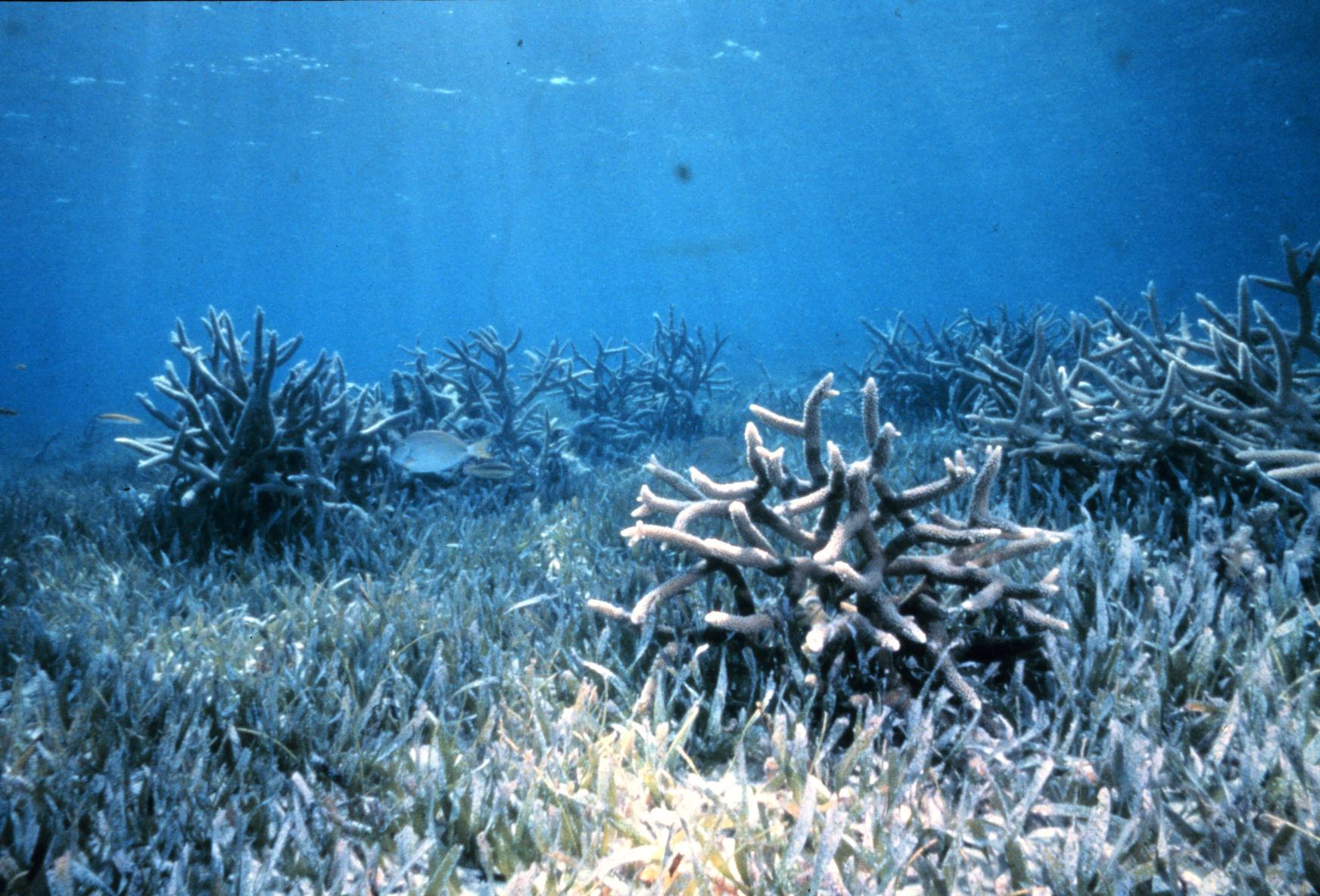
Koralowce

Wyspa jest otoczona rafą koralową o szerokości od 120 do 300 metrów. Rafa odpada ostro na brzegu morza, pod kątem około 40 stopni, do głębokości około 4000 metrów.
Na wybrzeżu Nauru i bezpośrednio przed nim żyją liczne mięczaki i skorupiaki, a także niebieskie koralowce. Są one uważane za żywe skamieniałości i są jedynymi przedstawicielami rodziny Helioporidae z rzędu Octocorallia. Są rzadkie i występują tylko na obszarach morskich wokół równika, w których temperatura wody nie przekracza 24 °C.

## Geologia

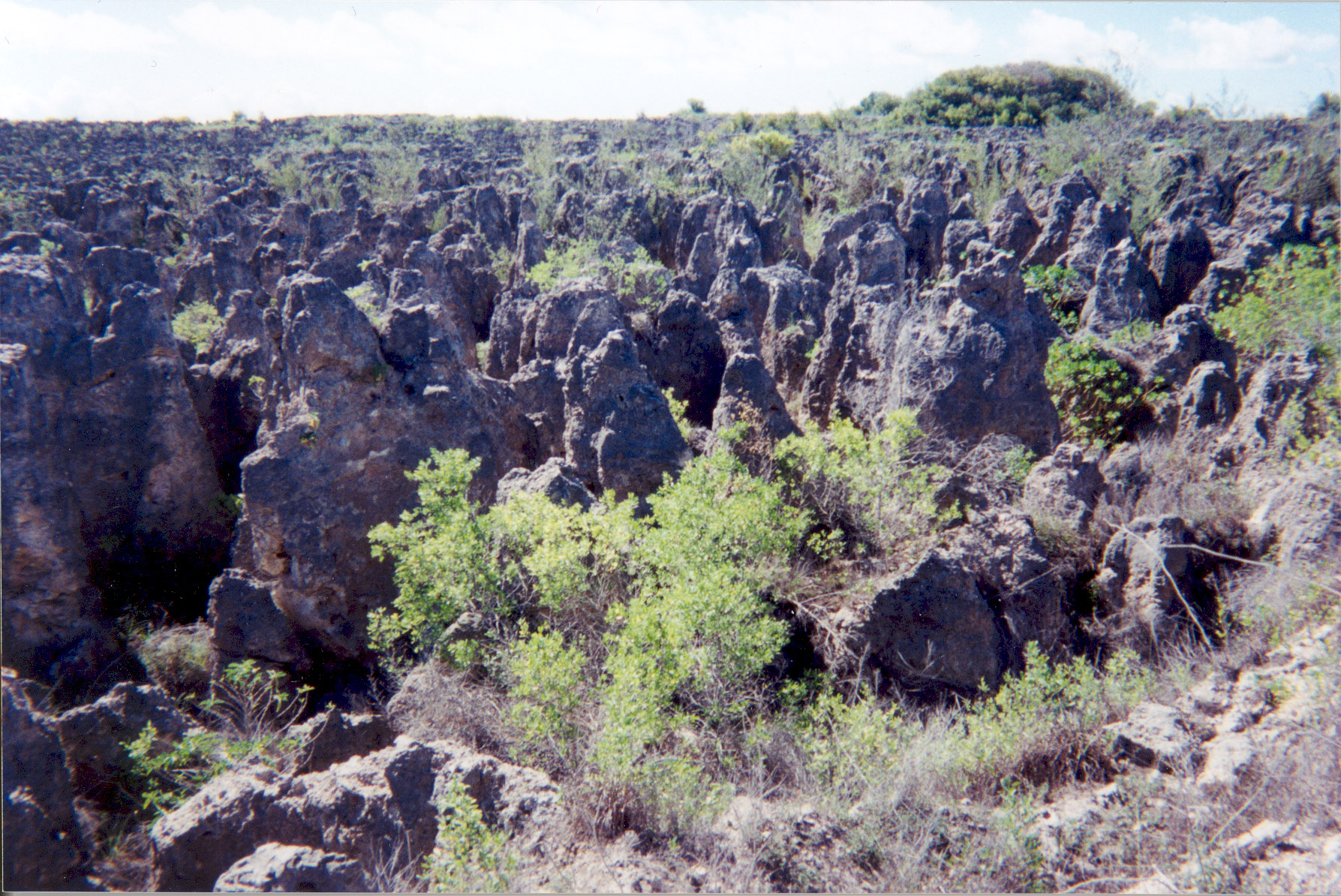
Formy krasowe na Nauru

Podstawę wyspy stanowi skorupa oceaniczna. Uformowanie się podmorskiego wyniesienia, którego kulminacją jest wyspa, było skutkiem ruchów płyty tektonicznej oraz aktywności wulkanicznej. Stało się to około 132 milionów lat temu w okresie kredy. Wyspa jest dawnym kraterem wulkanicznym, stąd głównym składnikiem jej podłoża jest bazalt.
Szczyt wulkanu pozostawał poniżej poziomu morza, ale był wystarczająco płytko, aby stać się podstawą do powstania i wzrostu kolonii koralowców, które utworzyły skały budujące wyspę. Stopniowe podnoszenie się masy lądu spowodowało wypiętrzenie wyspy.
Gruba warstwa fosforytów na centralnym płaskowyżu może pochodzić z trzech źródeł: skał osadowych osadzonych w środowisku morskim w wyniku ich wytrącania się z wody morskiej, skał magmowych oraz guano, jednak najbardziej prawdopodobne jest wytrącenie z roztworu wody morskiej. Początkowo zasoby złoża fosforytów wynosiły około 90 milionów ton. Złoża fosforytów bogate są w minerały kadmu i cynku.
Wybrzeże wyspy zostało uformowane przez erozyjne działanie fal morskich oraz jest efektem rozwoju koralowców, które tworzą rafy otaczające piaszczyste plaże.

## Hydrologia
Na wyspie nie ma rzek. W południowo-zachodniej części wyspy, w odległości około 1,3 km od wybrzeża, położone jest małe jezioro Buada Lagoon zasilane przez wodę opadową. W okręgu Yaren znajduje się małe jezioro podziemne Moqua Well, z którego pobierana woda służy do spłukiwania toalet w budynkach rządowych.
Jednym z problemów na wyspie jest brak wody pitnej. Działa zakład odsalania wody morskiej, jednak ze względu na wysokie koszty energii elektrycznej często nie pracuje. Podczas pory deszczowej mieszkańcy gromadzą wodę w zbiornikach, by wykorzystać ją do podlewania ogrodów oraz dla zwierząt. W okresie pory suchej woda jest importowana na statkach z Australii.

## Gleby
Żyzne gleby występują wokół jeziora Buada Lagoon. Gleba na obszarach przybrzeżnych wyspy posiada miąższość 25 centymetrów. W innych rejonach wyspy miąższość gruntów ornych wynosi 10–30 centymetrów.

## Ekologia
W związku z kończącymi się zasobami fosforytów na wyspie rząd Nauru i przedsiębiorstwo Nauru Prosphate Co. przygotowały plan rekultywacji wyspy. Eksperci uważają, że po wyeksploatowaniu surowca, na eksporcie którego opierała się gospodarka Nauru, ze względu na degradację środowiska i brak innych możliwości działalności gospodarczej wyspa nie będzie nadawała się do zamieszkania. Pomimo dużych inwestycji w rekultywację, wyspie daleko jeszcze do właściwego stanu środowiska. Rozważana jest koncepcja zakupu wyspy na Pacyfiku i przeniesienie tam całej ludności.

## Klimat
Klimat Nauru jest monsunowy równikowy, gorący. W ciągu dnia temperatura waha się od 26 stopni do 35 stopni w skali Celsjusza, natomiast w nocy – między 22 a 28 stopni. Z powodu El Niño występują zróżnicowane sumy opadów i okresowe susze. Pora deszczowa występuje od listopada do lutego. Każdego roku na wyspie suma opadów wynosi około 200 cm, przy niewielkim odpływie. Średnia wilgotność wynosi 80%.
W związku z globalnym ociepleniem, znaczny wzrost poziomu morza może grozić zalaniem wyspy. Według projektu Intergovernmental Panel on Climate Change, poziom oceanu może wzrosnąć o 0,5 metra do roku 2100. Wówczas część infrastruktury wyspy będzie narażona na powodzie. Z tego powodu został wdrożony program ochrony środowiska. Sekretarz generalny Organizacji Narodów Zjednoczonych, Ban Ki-moon w 2009 roku zwołał szczyt, na którym dyskutowano o zmianach klimatu. Przemawiał na nim również prezydent Nauru, Marcus Stephen.
| Miesiąc                              | Sty | Lut | Mar | Kwi | Maj | Cze | Lip | Sie | Wrz | Paź | Lis | Gru | Roczna |
| ------------------------------------ | --- | --- | --- | --- | --- | --- | --- | --- | --- | --- | --- | --- | ------ |
| Rekordy maksymalnej temperatury [°C] | 34  | 37  | 35  | 35  | 32  | 32  | 35  | 33  | 35  | 34  | 36  | 34  | 37     |
| Średnie temperatury w dzień [°C]     | 31  | 31  | 30  | 30  | 31  | 30  | 30  | 30  | 31  | 31  | 31  | 31  | 31     |
| Średnie temperatury w nocy [°C]      | 25  | 25  | 25  | 25  | 25  | 25  | 25  | 25  | 25  | 25  | 25  | 25  | 25     |
| Rekordy minimalnej temperatury [°C]  | 20  | 19  | 21  | 21  | 20  | 19  | 21  | 19  | 19  | 17  | 19  | 19  | 20     |
| Opady [mm]                           | 284 | 251 | 205 | 203 | 128 | 111 | 145 | 140 | 116 | 104 | 115 | 254 | 2056   |
| Źródło: Climate-Data.org 2019-06-01  |     |     |     |     |     |     |     |     |     |     |     |     |        |

| Miasto                              | Średnia temperatura [°C] | Suma opadów [mm] |
| ----------------------------------- | ------------------------ | ---------------- |
| Arijejen                            | 27.9                     | 2052             |
| Buada                               | 27.7                     | 2063             |
| Ibwenape                            | 27.7                     | 2056             |
| Orro                                | 27.8                     | 2053             |
| Yaren                               | 27.7                     | 2056             |
| Źródło: Climate-Data.org 2019-06-01 |                          |                  |